# Hanspeter Kyburz
Hanspeter Kyburz (* 8. Juli 1960 in Lagos, Nigeria) ist ein Schweizer Komponist zeitgenössischer Musik, der insbesondere für seine Verwendung algorithmischer Kompositionsverfahren bekannt wurde. Er lebt in Berlin.

## Leben
Kyburz begann sein Musikstudium in Graz bei Andrzej Dobrowolski und Gösta Neuwirth. 1982 zog er nach Berlin, wo er seine Kompositionsstudien bei Frank Michael Beyer und wiederum bei Neuwirth fortsetzte und ausserdem Philosophie, Kunstgeschichte sowie – bei Carl Dahlhaus – Musikwissenschaft studierte. Später folgten weitere Studien bei Hans Zender in Frankfurt. Im Jahr 1990 erhielt er den Boris-Blacher-Preis und ein Stipendium an der Cité Internationale des Arts in Paris. 1994 erhielt er den Schneider-Schott-Musikpreis Mainz, 1996 den Förderpreis der Berliner Akademie der Künste Berlin. Seit 1997 ist Kyburz Professor für Komposition an der Hochschule für Musik Hanns Eisler in Berlin, wo unter anderem Johannes Maria Staud, Johannes Boris Borowski, Torsten Herrmann, Michael Pelzel, Martin Grütter, Arnulf Herrmann, Eres Holz und Stefan Keller zu seinen Schülern zählten.
Als Komponist ist er durch Aufführungen u. a. bei der Berliner Biennale, den Wiener Festwochen, den Wittener Tagen für Neue Kammermusik und den Donaueschinger Musiktagen bekannt geworden. Seine Arbeiten wurden interpretiert durch international renommierte Ensembles wie das Klangforum Wien, das Ensemble Contrechamps Genf, das Ensemble intercontemporain Paris, die musikFabrik Nordrhein-Westfalen, das Ensemble Modern, das ensemble für neue musik zürich, das ensemble unitedberlin und das Camerata Quartett Warschau. Kyburz schrieb Auftragswerke u. a. für das Ensemble intercontemporain Paris und für den Südwestfunk Baden-Baden, das Konservatorium Basel und den Steirischen Herbst, das Schleswig-Holstein-Musikfestival, den Sender Freies Berlin und den Süddeutschen Rundfunk.

## Werke
- Cells für Saxophonquartett und Ensemble (1993/94)
- Parts für Kammerensemble (1994/95)
- The Voynich Cipher Manuscript (1995)
- Danse aveugle für fünf Instrumente (1996/97)
- Diptychon für zwei Kammerensembles (1997/98)
- Malstrom für Orchester (1998)
- A travers für Klarinette und Orchester (1999)
- Klavierkonzert (1999/2000, rev. 2010)
- Noesis für Orchester (2001–2003)
- Reseaux für Sextett (2003–2007)
- Streichquartett (2003/04)
- Double Points: ΟΥΤΙΣ, Choreographisches Projekt für Tänzer, Gesang, Ensemble und Live-Elektronik (2004–2010)
- Projektion für Solo-Ensemble und Orchester (2004/05)
- touché für Sopran, Tenor und Orchester, Text: Sabine Marienberg (2006)
- Abendlied für Tenor und Klavier, Text: Sabine Marienberg (2007)
- quasi a due für Klavier zu zwei oder vier Händen (2010)

## Auszeichnungen
- 1994: Schneider-Schott-Musikpreis Mainz, gemeinsam mit Jörg Birkenkötter
- 2000: Förderpreis des Siemens-Musikpreises